# Fredrik Håkansson
Johan Fredrik Håkansson (* 2. August 1975 in Laholm) ist ein ehemaliger schwedischer Tischtennisspieler. Er ist zweifacher Mannschafts-Europameister, einmaliger Mannschafts-Weltmeister und nahm einmal an den Olympischen Spielen sowie den Pro Tour Grand Finals teil.                                                         

## Werdegang
Håkansson begann seine Karriere beim BTK Serve Laholm, 1992 wechselte er zum Falkenbergs BTK. Er nahm während seiner Karriere sechsmal an Weltmeisterschaften teil, dabei wurde er mit der Mannschaft im Jahr 2000 Weltmeister und gewann zweimal auch eine Bronzemedaille. Außerdem qualifizierte sich der Schwede im Jahr 2000 für die Olympischen Spiele, kam hier jedoch nur im Doppel zum Einsatz, wo er mit Peter Karlsson im Achtelfinale ausschied. Einmal wurde er mit dem Team Europameister, zudem konnte er noch zwei weitere Bronzemedaillen und eine Silbermedaille gewinnen. Große Erfolge im Einzel, Doppel und Mixed blieben ihm verwehrt. Jedoch sicherte Fredrik Håkansson sich auf der Pro Tour einige Medaillen. Von 1998 bis 2000 spielte er beim deutschen Bundesligisten TTF Liebherr Ochsenhausen, mit dem er 2000 Mannschaftsmeister wurde. Im Dezember 2008 wurde er zuletzt in der ITTF-Weltrangliste geführt und trat danach auch nicht mehr auf.

## Turnierergebnisse
| Verband | Veranstaltung         | Jahr | Ort             | Land | Einzel        | Doppel        | Mixed      | Team       |
| ------- | --------------------- | ---- | --------------- | ---- | ------------- | ------------- | ---------- | ---------- |
| SWE     | Europameisterschaft   | 2007 | Belgrad         | SRB  | Viertelfinale | letzte 16     |            | 17         |
| SWE     | Europameisterschaft   | 2003 | Courmayeur      | ITA  | letzte 128    | letzte 32     |            | Halbfinale |
| SWE     | Europameisterschaft   | 2002 | Zagreb          | CRO  | letzte 16     | letzte 16     | letzte 128 | Gold       |
| SWE     | Europameisterschaft   | 2000 | Bremen          | GER  | letzte 16     | letzte 16     | letzte 32  | Gold       |
| SWE     | Europameisterschaft   | 1998 | Eindhoven       | NED  | letzte 16     | letzte 32     | letzte 128 | Halbfinale |
| SWE     | Europameisterschaft   | 1994 | Birmingham      | ENG  | letzte 128    | letzte 16     | letzte 32  | Silber     |
| SWE     | Olympische Spiele     | 2000 | Sydney          | AUS  |               | letzte 16     |            |            |
| SWE     | Pro Tour              | 2007 | Doha            | QAT  | letzte 64     | letzte 16     |            |            |
| SWE     | Pro Tour              | 2007 | Bremen          | GER  | letzte 64     | letzte 32     |            |            |
| SWE     | Pro Tour              | 2007 | Stockholm       | SWE  | letzte 32     | Halbfinale    |            |            |
| SWE     | Pro Tour              | 2004 | Zagreb          | CRO  | letzte 16     | Viertelfinale |            |            |
| SWE     | Pro Tour              | 2003 | Rio de Janeiro  | BRA  | letzte 16     | letzte 16     |            |            |
| SWE     | Pro Tour              | 2003 | Doha            | QAT  | Viertelfinale | Halbfinale    |            |            |
| SWE     | Pro Tour              | 2002 | Fort Lauderdale | USA  | Viertelfinale | Silber        |            |            |
| SWE     | Pro Tour              | 2002 | Courmayeur      | ITA  | letzte 16     | Viertelfinale |            |            |
| SWE     | Pro Tour              | 2002 | Wels            | AUT  | letzte 16     |               |            |            |
| SWE     | Pro Tour              | 2001 | Chatham         | ENG  | letzte 64     |               |            |            |
| SWE     | Pro Tour              | 2001 | Skövde          | SWE  | Halbfinale    |               |            |            |
| SWE     | Pro Tour              | 2001 | Bayreuth        | GER  | letzte 64     |               |            |            |
| SWE     | Pro Tour Grand Finals | 2003 | Guangzhou       | CHN  | letzte 16     | Viertelfinale |            |            |
| SWE     | Pro Tour Grand Finals | 2002 | Stockholm       | SWE  |               | Viertelfinale |            |            |
| SWE     | Weltmeisterschaft     | 2007 | Zagreb          | CRO  | letzte 32     | letzte 32     | letzte 64  |            |
| SWE     | Weltmeisterschaft     | 2004 | Doha            | QAT  |               |               |            | Halbfinale |
| SWE     | Weltmeisterschaft     | 2003 | Paris           | FRA  | letzte 16     |               |            |            |
| SWE     | Weltmeisterschaft     | 2001 | Osaka           | JPN  | letzte 128    | letzte 32     | letzte 64  | Halbfinale |
| SWE     | Weltmeisterschaft     | 2000 | Kuala Lumpur    | MAS  |               |               |            | Gold       |
| SWE     | Weltmeisterschaft     | 1999 | Eindhoven       | NED  | letzte 64     | letzte 32     | letzte 32  |            |